# Caucones
Los caucones (en griego, Καύκωνες) eran una tribu autóctona de Anatolia (actual Turquía) y de la parte occidental del Peloponeso, en Grecia. 
Los caucones no deben ser confundidos con los cicones que eran una tribu tracia en la costa sur de Tracia.
Se pensaba que antes de la guerra de Troya, los caucones, al igual que los pelasgos y los léleges, habían estado errando por Europa y se habían repartido, junto con otros pueblos, las tierras de uno y otro lado de Grecia.

## Caucones en el Peloponeso
Estrabón ubica un grupo de caucones en Trifilia, cerca de Mesenia y también los relaciona con un río ubicado en Acaya, cerca de Dime, llamado Caucón. Además menciona que un sector de los mismos vivía en Arcadia y desde allí emigraron a Licia. Pausanias ubica una tumba de un héroe llamado Caucón en Lépreo. Heródoto dice que los minias expulsaron a los caucones en esa parte del Peloponeso y también habla de unos caucones de Pilos que emigraron a Jonia.
El contexto de la breve referencia a los caucones en la Odisea los relaciona con esta parte del Peloponeso: En el libro III, Atenea, habiendo tomado la apariencia de Mentor, le dice a Néstor en Pilos que irá donde los caucones a reclamar una deuda.

## Caucones en Anatolia
En la Ilíada, los caucones aparecen entre los aliados de los troyanos: en el libro X, el troyano Dolón los menciona cuando revela a Odiseo la ubicación de los aliados de Troya, y en el libro XX se les cita a punto de entrar en combate.
De acuerdo con Estrabón, los caucones, cuyo origen se discutía si era macedonio, escitas o pelasgos, habitaban en una parte de la costa Anatolia del mar Negro contigua a la de los mariandinos, junto al río Partenio, y poseían la ciudad de Tieo.
Según Estrabón, en su época ya habían desaparecido, pero en otro pasaje añade que quedaban algunos a orillas del río Partenio.